# Nita Barrow
Pour les articles homonymes, voir Barrow.
Dame Nita Barrow, née le 15 novembre 1916 dans la paroisse de Saint Lucy et morte le 19 décembre 1995, est une femme politique barbadienne, gouverneur général de la Barbade de 1990 à sa mort.

## Biographie
Nita Barrow est la sœur d'Errol Barrow, le premier Premier ministre de la Barbade.
Elle travaille comme infirmière et sage-femme, puis occupe différents postes d'administratrice d'établissements de santé et d'institutions nationales ou internationales engagées pour l'amélioration de la justice sociale (éducation, droits des femmes, soins de santé, etc.). De 1975 à 1983, elle est présidente de la YWCA. De 1982 à 1990, elle préside l'International Council for Adult Education. En 1983, elle devient présidente du World Council of Churches. 
De 1986 à 1990, elle est ambassadrice de son pays aux Nations unies. Le 6 juin 1990, elle devient la première femme gouverneur général de la Barbade. 

## Honneurs
En 1986, elle est faite Dame de St. Andrew de l'ordre de la Barbade, la plus haute distinction du pays.